# Далеман, Ангел
Ангел Далеман нидерл. Angel Daleman; род. 25 марта 2007 года, Нидерланды) — нидерландская конькобежка, шорт-трекистка и роликокобежка; 12-кратная чемпионка мира среди юниоров, 3-кратная чемпионка и 2-кратная рекордсменка юношеских Олимпийских игр по конькобежному спорту. Выступает за команду "Essent". Серебряный призёр чемпионата Нидерландов по шорт-треку, многократная чемпион и призёр чемпионатов Европы и многократная чемпионка Нидерландов по спидскейтингу.

## Биография
Ангел Далеман родилась в семье Беллины и Эмиле Далеман в Лейдердорпе. По словам родителей она необычный ребёнок и уже в девять месяцев ходила, а в два года встала на коньки. В три года уже легко каталась на коньках и роликах. Она родом из спортивной семьи. Её тёти, Мелани и Маурен де Ланге, участвовали в зимних Олимпийских играх в Нагано в качестве конькобежек на шорт-треке, её брат Яйден играл в футбол в молодёжной команде «Фейеноорд», а сестра Луна тоже каталась на коньках. В возрасте 6 лет Ангел стала заниматься конькобежным спортом в Лейдердорпе. 
Она тренировалась пять раз в неделю в Гааге, Дордрехте и Зутермере, совмещая спорт и учёбу в школе. Ангел успешно выступала в соревнованиях по шорт-треку и конькобежному спорту среди девочек и тренировалась в Лейденском клубе шорт-трека "IHCL". В сезоне 2017/2018 ей не было равных среди учеников младших классов, а в следующем сезоне оказалась сильнейшей среди младших юниоров. В 2021 году Ангел попала в юниорскую команду KNSB "TalentTeams", и в 15 лет, чтобы тренироваться в команде Жака Ори"Teamnl Shorttrack" и "Langebaanploeg" переехала в Херенвен, где поселилась в приёмной семье.
В ноябре 2021 года на турнире по шорт-треку "Alta Valtellina" в Бормио она завоевала золото в забеге на 500 м. В феврале 2022 года она выиграла чемпионат Нидерландов по конькобежному спорту среди юниоров в спринте и в абсолютном зачёте. В марте выиграла национальный чемпионат по шорт-треку среди юниоров на дистанциях 500, 1000 и 1500 метров и на чемпионате мира по шорт-треку среди юниоров в Гданьске выиграла серебряные медали в забеге на 1500 метров и в женской эстафете. 
Через год она вновь была лучшей в команде "KTT North" на чемпионате страны по конькобежному спорту в многоборье и на дистанциях 1000, 1500 м, а также в масс-старте. А также вновь выиграла чемпионат страны среди юниоров по шорт-треку на всех дистанциях и в женской эстафете и стала серебряным призёром на чемпионате НИдерландов среди взрослых в забеге на 1500 м. Она "влетела" в юниорскую сборную и феврале 2023 года на дебютном чемпионате мира по конькобежному спорту среди юниоров в Инцелле завоевала шесть золотых медалей, в том числе и в многоборье.
В январе 2024 году Ангел участвовала на зимних юношеских Олимпийских играх в Канвондо, где завоевала три золотых медали в забегах на 500, 1500 м и в масс-старте и бронзовую в смешанной эстафете. В феврале выиграла ещё шесть золотых медалей на чемпионате мира по конькобежному спорту среди юниоров в Хатинохе, став чемпионом второй раз подряд в многоборье. В марте на чемпионате мира по шорт-треку среди юниоров в Гданьске завоевала бронзу в забеге на 1000 метров.
В ноябре 24-го на квалификации KNSB она побила свои личные рекорды на дистанциях 500, 1000 и 1500 метров и дебютировала на Кубке мира сезона 2024/25 в Нагано, где в забеге на 1000 метров заняла 4-е место и 8-е в беге на 1500 метров.

### Роликобежный спорт
Ангел Далеман кроме всего прочего успешно выступает и в соревнованиях на роликовых коньках. В июне 2022 года на чемпионате страны по инлайн-гонкам она выиграла четыре золотые медали на шоссе и треке. В начале июля трижды завоевала золото и один раз бронзу на Кубке мира по скейтбордингу в Л’Акуила, Италия, а в сентябре на дебютном чемпионате Европы в итальянском городе Л’Акуила завоевала золотую медаль в эстафете на 3000 метров. В июне 2023 года она выиграла чемпионат Нидерландов на шоссе в Херде золотую медаль в беге на 500 и 1000 метров, а также в гонке на один круг и в составе команды. В конце июля она приняла участие в чемпионате Европы по инлайн-гонкам на шоссе в Валанс-д'Ажан во Франции и дважды завоевала серебро в беге на 500 метров и в гонке на один круг.

## Награды
- 11 апреля 2024 года - награждена серебряной медалью «Серебряная фигуристка» ледовой ассоциации Рейнсбурга за выдающиеся результаты в прошлом сезоне.